# Friedrich Maser
Friedrich Maser (* 21. Juli 1889 in Nürnberg; † 13. August 1976 ebenda) war ein deutscher Kaufmann.
Er trat 1914 in die Firma seines Vaters C. Müllers Papier-, Pappen- u. Schreibwaren-Groß- und Einzelhandel ein, die er 1931 übernahm. Er war ab 1933 Vorsitzender des Deutschen Pappengroßhandels und ab 1955 Vorstandsmitglied des Deutschen Papiergroßhandels.
Als Vertreter der Gruppe Industrie und Handel gehörte er vom Januar 1960 bis Dezember 1965 dem Bayerischen Senat an.

## Ehrungen
- 1955: Verdienstkreuz am Bande der Bundesrepublik Deutschland
- 1956: Verdienstkreuz (Steckkreuz) der Bundesrepublik Deutschland
- Bayerischer Verdienstorden